# Heriades clavicornis
Heriades clavicornis är en biart som beskrevs av Morawitz 1875. Heriades clavicornis ingår i släktet väggbin, och familjen buksamlarbin.

## Underarter
Arten delas in i följande underarter:
- H. c. armeniacus
- H. c. clavicornis